# Skënderaj
Skënderaj [ˌskənˈdɛˑɾaj] (albanisch auch Skënderaji, serbisch Србица Srbica) ist eine Stadt und Amtssitz der Gemeinde Skënderaj im Norden des Kosovo.

## Etymologie
Der albanische Name der Stadt, Skënderaj, soll sich von Gjergj Kastrioti (1405–1468), genannt Skënderbeu bzw. Skanderbeg (zu deutsch „Herr/Fürst Alexander“) ableiten, der sich im späten Mittelalter einen Namen als Kämpfer gegen die Osmanen machte und heute von den Albanern als Nationalheld gefeiert wird.
Der serbische Name der Stadt, Srbica, wird vom Wortstamm srb („Serbe“) sowie der Endung -ica gebildet, einer typischen Ortsnamenendung bzw. Suffix mit slawischem Ursprung. Er bedeutet im heutigen Sinne übersetzt „Serbenort“.

## Geographie
Skënderaj liegt mitten in der hügeligen Landschaft Drenica im Norden des Landes auf einer mittleren Höhe von 600 Meter über Meer. Die Hauptstadt Pristina ist etwa 50 Kilometer im Südosten entfernt. Die wichtigste Stadt Nordkosovos, Mitrovica, liegt 25 Kilometer im Nordosten.
Durch die Stadt fließt die Klina, ein linker Nebenarm des Weißen Drins, der anschließend in die Ebene Metochien (albanisch Dukagjin, serbisch Метохија/Metohija) eintritt.
Die Großgemeinde Skënderaj umfasst eine Fläche von 378 Quadratkilometern; der höchste Punkt ist die Qyqavica mit 1117 Meter Höhe über Meer. In der Region herrscht Kontinentalklima.
In den benachbarten Orten im Osten und Südosten, genauer in Prekaz und Polac, wurden nach wissenschaftlichen Bodenuntersuchungen in den Jahren 1983/84 große Kohlevorkommen gefunden. In einer Tiefe von zehn bis 15 Meter gibt es eine Kohlereserve von 7 Mio. Tonnen.

## Bevölkerung

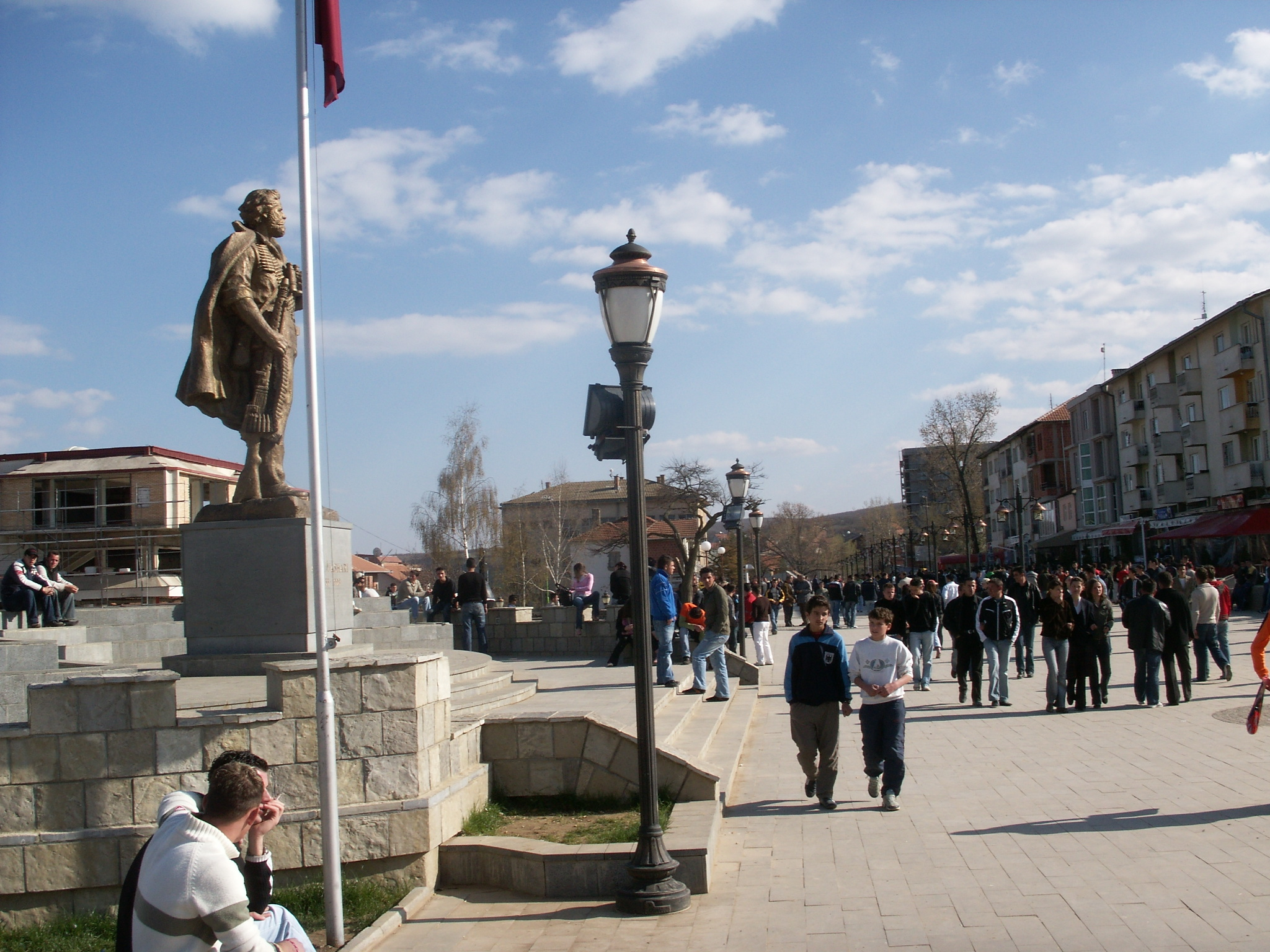
Innenstadt von Skënderaj (2007)

Die Einwohnerzahl der Stadt selbst liegt gemäß Volkszählung 2011 bei 6612.
Die ethnische Verteilung sah 2011 wie folgt aus:
| Volksgruppe          | Stadtgebiet | Gemeindegebiet   |
| -------------------- | ----------- | ---------------- |
| Albaner              | 6.582       | 50.685 (99,66 %) |
| Serben               | 0           | 50 (0,1 %)       |
| Bosniaken            | 17          | 42 (0,08 %)      |
| Aschkali             | 0           | 10 (0,02 %)      |
| Andere/Keine Antwort | 13          | 71 (0,14 %)      |
| Gesamtbevölkerung    | 6.612       | 50.858 (100 %)   |

| Volkszählung | 1948 | 1953 | 1961 | 1971 | 1981 | 1991 | 2011 |
| ------------ | ---- | ---- | ---- | ---- | ---- | ---- | ---- |
| Einwohner    | 396  | 717  | 1009 | 1658 | 2921 | 4962 | 6612 |

## Administration
Für die Verwaltung sind die Institutionen der Gemeinde Skënderaj verantwortlich, die sich alle in der Stadt befinden.

### Städtepartnerschaften
Skënderaj unterhält mit Sigmaringen in Baden-Württemberg eine
Städtepartnerschaft.

## Wirtschaft
Die Landwirtschaft beschäftigt die meisten Personen, wobei meist nur Subsistenzwirtschaft betrieben wird. Das Wirtschaftsleben wird großenteils von privaten Kleinbetrieben bestritten, insbesondere von Geschäften und Restaurants. Laut OSZE-Bericht vom Januar 2013 sind in  Skënderaj 810 Selbständige registriert. Daneben gibt es zwei privatisierte Fabriken, ein Ziegelwerk und eine Getreidemühle, die mehrere Hundert Personen beschäftigen. Ein weiterer, eher kleiner Teil der Beschäftigten ist in der Stadtverwaltung angestellt. Zur Arbeitslosenquote gibt es keine offiziellen Angaben.

## Medien
Radio Drenica ist der größte Radiosender in der Region Drenica.

## Sport
Der lokale Fußballverein KF Drenica spielt zurzeit in der höchsten Liga, der Raiffeisen Superliga.

## Persönlichkeiten

### Söhne und Töchter der Stadt
- Azem Galica (1889–1924), Politiker und Freiheitskämpfer der Rilindja
- Tahir Meha (1943–1981), politischer Aktivist
- Kaqusha Jashari (1946–2025), Politikerin
- Flora Brovina (* 1949), Ärztin, Lyrikerin, Menschen- und Frauenrechtlerin, Politikerin
- Hamëz Jashari (1950–1998), Unterkommandant der UÇK und Bruder von Adem Jashari
- Aziz Islamaj (* 1952), Bildhauer
- Hilal Xani (* 1952), Schriftsteller geboren in Skënderaj.
- Adem Jashari (1955–1998), Mitbegründer und wichtigste Figur der UÇK
- Ilir Shaqiri (* 1960), Volkssänger
- Hashim Thaçi (* 1968), Politiker und erster Ministerpräsident des Kosovo seit 2008
- Leonora Jakupi (* 1979), Popsängerin
- Përparim Hetemaj (* 1986), Fußballspieler
- Fortesa Hoti (* 1988), Schauspielerin
- Ylli Sallahi (* 1994), Fußballspieler

### Ehrenbürger der Stadt
- Erhard Bühler (* 1956), zwischen 2010 und 2011 Kommandeur der KFOR[4]